# خطوط أورال الجوية الرحلة 178
رحلة خطوط الأورال الجوية 178 كانت رحلة ركاب من مطار موسكو-جوكوفسكي إلى سميفروبول في روسيا. في 15 أغسطس 2019، تعرضت طائرة الرحلة من نوع أيرباص أيه 321 لضربة طيور بعد الإقلاع من مطار جوكوفسكي وهبطت هبوطًا اضطراريًّا في حقل ذرة على بعد 5 كيلومتر من المطار. كانت الطائرة تحمل 226 مسافرًا و7 أفراد طاقم. أصيب 70 شخصًا، لكن كل المصابين كانت إصابتهم خفيفة. مُنح قائد الطائرة دمير يوسوبوف والطيار الثاني جيورجي مورزين وسام بطل روسيا الاتحادية ومُنح أفراد الطاقم الآخرون وسام الشجاعة.